# Sendets (Pyrénées-Atlantiques)
Pour les articles homonymes, voir Sendets.
Sendets [sɛ̃dɛts] est une commune française située dans le département des Pyrénées-Atlantiques, en région Nouvelle-Aquitaine.

## Géographie

### Localisation
La commune de Sendets se trouve dans le département des Pyrénées-Atlantiques, en région Nouvelle-Aquitaine.
Elle se situe à 11 km par la route de Pau, préfecture du département, et à 7,5 km de Morlaàs, bureau centralisateur du canton du Pays de Morlaàs et du Montanérès dont dépend la commune depuis 2015 pour les élections départementales. 
La commune fait en outre partie du bassin de vie de Pau.
Les communes les plus proches sont : 
Ousse (1,7 km), Artigueloutan (2,7 km), Andoins (2,7 km), Lée (2,8 km), Serres-Morlaàs (3,3 km), Ouillon (3,8 km), Idron (4,2 km), Nousty (5,2 km). 
Sendets est limitrophe avec sept autres communes dont Morlaàs en deux endroits.
Sur le plan historique et culturel, Sendets fait partie de la province du Béarn, qui fut également un État et qui présente une unité historique et culturelle à laquelle s’oppose une diversité frappante de paysages au relief tourmenté.

### Communes limitrophes
Les communes limitrophes sont  Andoins, Artigueloutan, Idron, Lée, Morlaàs, Ousse et Serres-Morlaàs.
| Morlaàs | Serres-Morlaàs | Morlaàs       |
| Idron   | Sendets        | Andoins       |
| Lée     | Ousse          | Artigueloutan |

### Hydrographie

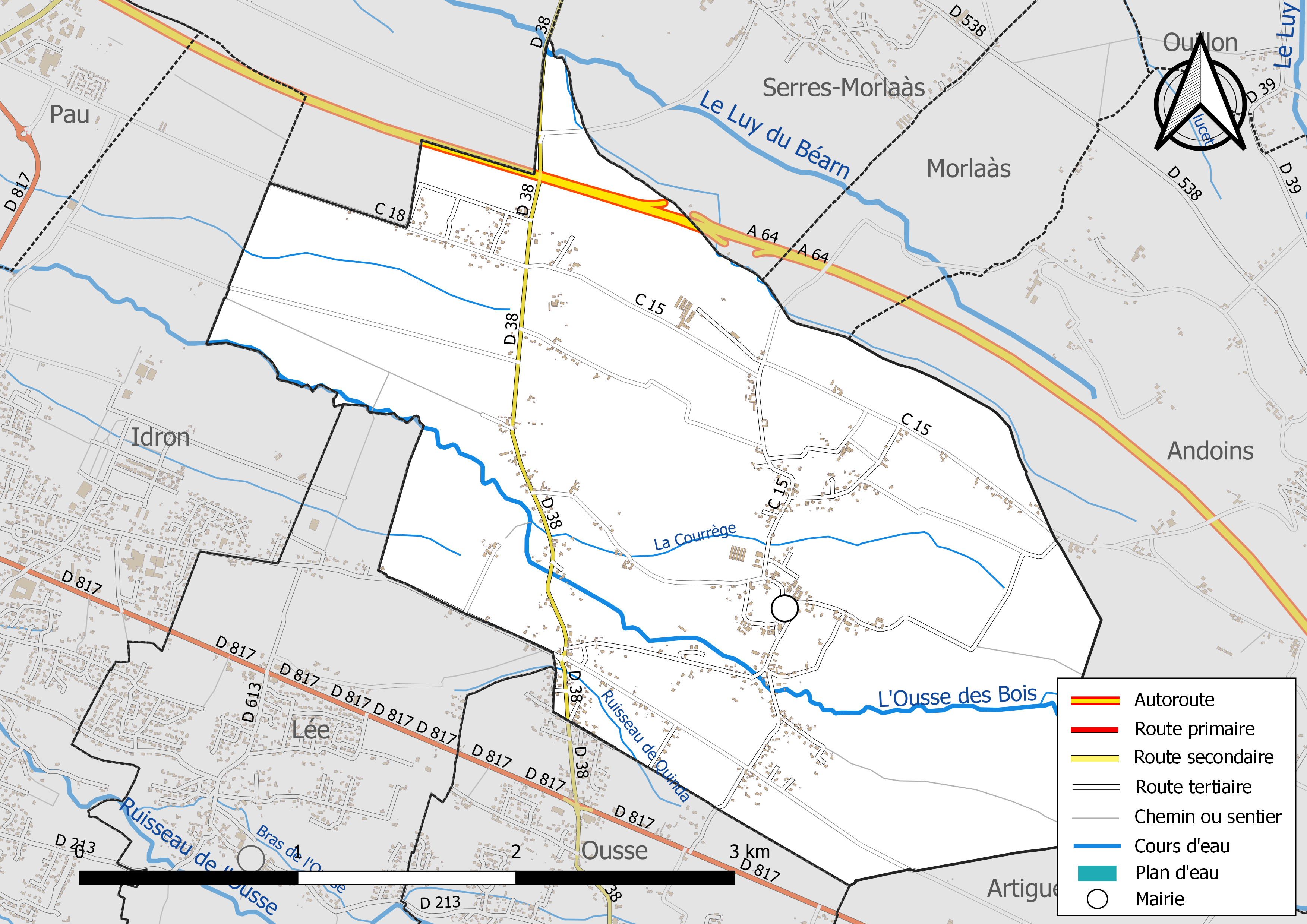
Réseaux hydrographique et routier de Sendets.

La commune est drainée par le Luy de Béarn, l'Ousse des Bois, la Courrège, le ruisseau de Quinda, et par divers petits cours d'eau, constituant un réseau hydrographique de 10 km de longueur totale,.
Le Luy de Béarn, d'une longueur totale de 76,6 km, prend sa source dans la commune d'Andoins et s'écoule du sud-est vers le nord-ouest. Il traverse la commune et se jette dans le Luy à Gaujacq, après avoir traversé 30 communes.
L'Ousse des Bois, d'une longueur totale de 32,3 km, prend sa source dans la commune de Limendous et s'écoule d'est en ouest. Il traverse la commune et se jette dans le gave de Pau à Denguin, après avoir traversé 13 communes.

### Climat
Pour des articles plus généraux, voir Climat de la Nouvelle-Aquitaine et Climat des Pyrénées-Atlantiques.
Historiquement, la commune est exposée à un climat de montagne.  
En 2020, Météo-France publie une typologie des climats de la France métropolitaine dans laquelle la commune est toujours exposée à un climat de montagne et est dans la région climatique Pyrénées atlantiques, caractérisée par une pluviométrie élevée (>1 200 mm/an) en toutes saisons, des hivers très doux (7,5 °C en plaine) et des vents faibles.
Pour la période 1971-2000, la température annuelle moyenne est de 12,9 °C, avec une amplitude thermique annuelle de 14,5 °C. Le cumul annuel moyen de précipitations est de 1 197 mm, avec 11,5 jours de précipitations en janvier et 7 jours en juillet. Pour la période 1991-2020, la température moyenne annuelle observée sur la station météorologique la plus proche, située sur la commune de Bénéjacq à 13 km à vol d'oiseau, est de 13,4 °C et le cumul annuel moyen de précipitations est de 1 244,1 mm,. Pour l'avenir, les paramètres climatiques de la commune estimés pour 2050 selon différents scénarios d’émission de gaz à effet de serre sont consultables sur un site dédié publié par Météo-France en novembre 2022.

### Milieux naturels et biodiversité

#### Réseau Natura 2000
Le réseau Natura 2000 est un réseau écologique européen de sites naturels d'intérêt écologique élaboré à partir des Directives « Habitats » et « Oiseaux », constitué de zones spéciales de conservation (ZSC) et de zones de protection spéciale (ZPS).
Un site Natura 2000 a été défini sur la commune au titre de la « directive Habitats » : le « gave de Pau », d'une superficie de 8 194 ha, un vaste réseau hydrographique avec un système de saligues encore vivace,.

## Urbanisme

### Typologie
Au 1er janvier 2024, Sendets est catégorisée commune rurale à habitat dispersé, selon la nouvelle grille communale de densité à sept niveaux définie par l'Insee en 2022.
Elle appartient à l'unité urbaine de Pau, une agglomération intra-départementale regroupant 55  communes, dont elle est une commune de la banlieue,,. Par ailleurs la commune fait partie de l'aire d'attraction de Pau, dont elle est une commune de la couronne,. Cette aire, qui regroupe 227 communes, est catégorisée dans les aires de 200 000 à moins de 700 000 habitants,.

### Occupation des sols

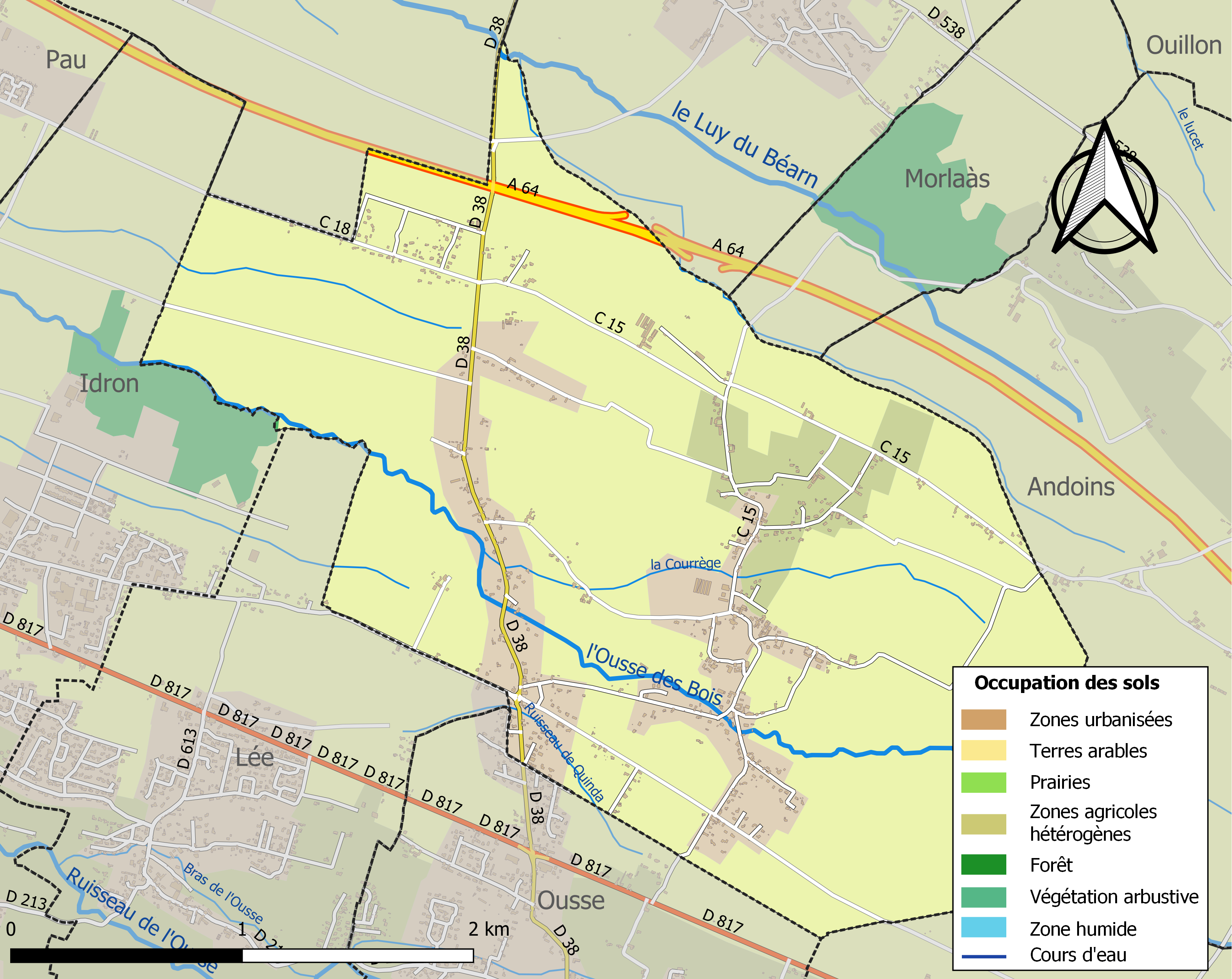
Carte des infrastructures et de l'occupation des sols de la commune en 2018 (CLC).

L'occupation des sols de la commune, telle qu'elle ressort de la base de données européenne d’occupation biophysique des sols Corine Land Cover (CLC), est marquée par l'importance des territoires agricoles (87,1 % en 2018), en diminution par rapport à 1990 (95,2 %). La répartition détaillée en 2018 est la suivante : 
terres arables (81,7 %), zones urbanisées (12,9 %), zones agricoles hétérogènes (5,4 %). L'évolution de l’occupation des sols de la commune et de ses infrastructures peut être observée sur les différentes représentations cartographiques du territoire : la carte de Cassini (XVIIIe siècle), la carte d'état-major (1820-1866) et les cartes ou photos aériennes de l'IGN pour la période actuelle (1950 à aujourd'hui).

### Lieux-dits et hameaux
- Borde de Nougé ;
- Marque Darre ;
- Marque Debat ;
- Marque Dessus ;
- Prat ;
- Sarthou.

### Voies de communication et transports
La commune est desservie par la route départementale 38.

#### Transports urbains
Sendets est desservie par le réseau de bus Idelis :
- Gan — Mairie ↔ Idron — Domaine du Roy / Sendets — Mairie

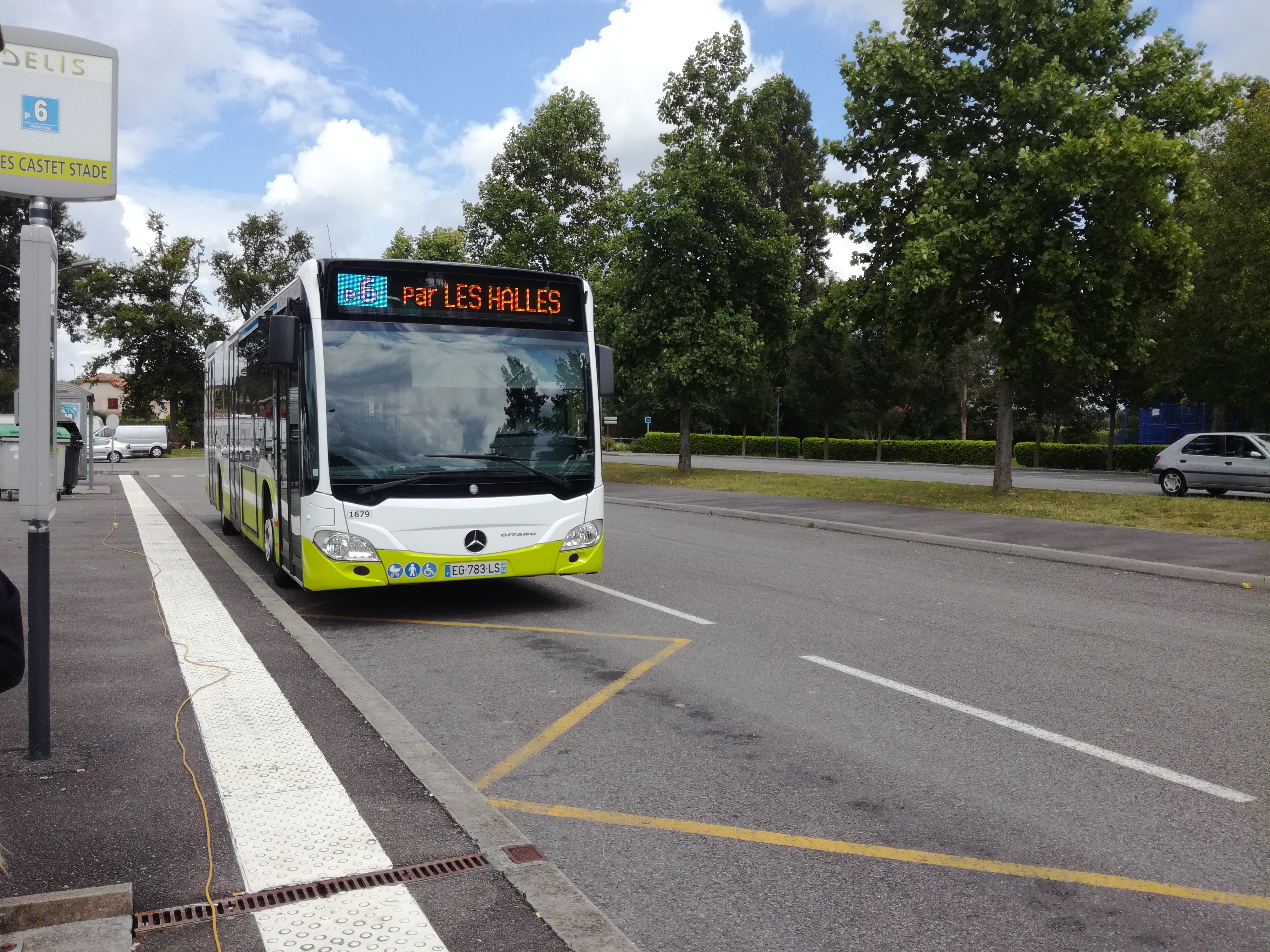
Bus du réseau

### Risques majeurs
Le territoire de la commune de Sendets est vulnérable à différents aléas naturels : météorologiques (tempête, orage, neige, grand froid, canicule ou sécheresse), inondations et séisme (sismicité moyenne). Il est également exposé à un risque technologique,  le transport de matières dangereuses. Un site publié par le BRGM permet d'évaluer simplement et rapidement les risques d'un bien localisé soit par son adresse soit par le numéro de sa parcelle.

#### Risques naturels
Certaines parties du territoire communal sont susceptibles d’être affectées par le risque d’inondation par une crue torrentielle ou à montée rapide de cours d'eau, notamment le Luy du Béarn et l'Ousse des Bois. La commune a été reconnue en état de catastrophe naturelle au titre des dommages causés par les inondations et coulées de boue survenues en 2009,.

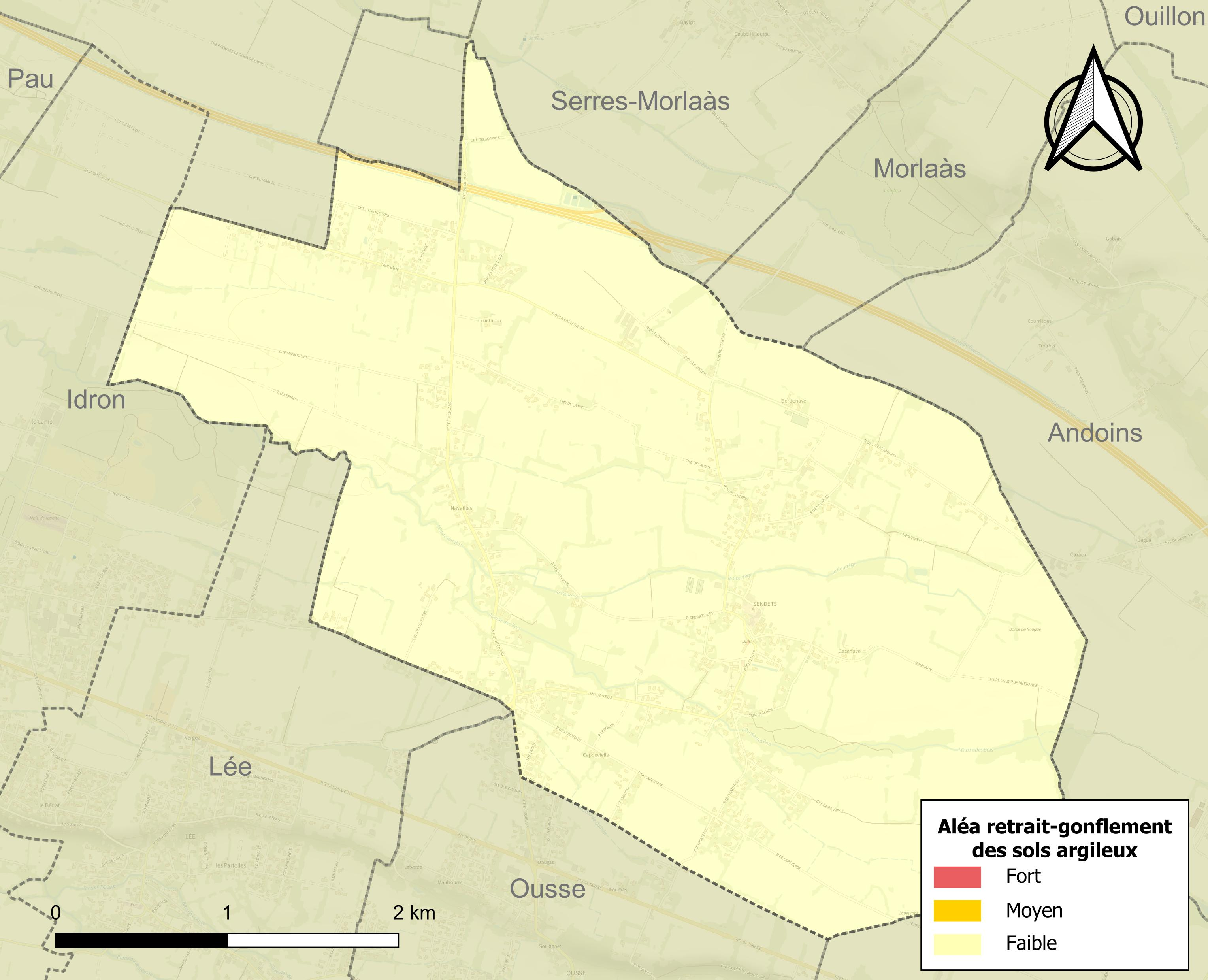
Carte des zones d'aléa retrait-gonflement des sols argileux de Sendets.

Le retrait-gonflement des sols argileux est susceptible d'engendrer des dommages importants aux bâtiments en cas d’alternance de périodes de sécheresse et de pluie. Aucune partie du territoire de la commune n'est en aléa moyen ou fort (59 % au niveau départemental et 48,5 % au niveau national). Depuis le 1er octobre 2020, en application de la loi ELAN, différentes contraintes s'imposent aux vendeurs, maîtres d'ouvrages ou constructeurs de biens situés dans une zone classée en aléa moyen ou fort,.

## Toponymie
Le toponyme Sendets apparaît sous les formes Sendeds et Sendez (XIIe siècle pour ces deux formes, cartulaire de Morlaàs),Sendegs et Scendetz (respectivement 1385 et 1402, censier de Béarn) et Saint-Detz (1675, réformation de Béarn).
Pour Michel Grosclaude, le nom de la commune vient probablement d'un nom d’homme basco-aquitain Sende et du suffixe basco-aquitain –tz.
Son nom béarnais est Sendèts.

## Histoire
De l’âge de fer à l’époque romaine
On trouve à Sendets une motte féodale, construite sur un tumulus protohistorique appelée castéra de Lahitau ou de Larouturou, ainsi qu’un camp militaire de petite dimension répertorié sur la carte de Cassini.
XIIe siècle
Le nom de Sendetz apparaît pour la première fois dans le cartulaire de Morlaàs. On y trouve deux citations :
- Cens dû au prieuré de Sainte-Foi par Jean, fils de Durand Arsivus de Sendetz (page 44. XXXIII) ;
- un Vilemo de Sendetz vend une terre aux moines de Sainte-Foi (page 51. XXXVIII).

XIVe siècle
En 1385, Gaston Fébus fait recenser les villages du Béarn. Paul Raymond note qu'en 1385, Sendets comptait onze feux et dépendait du bailliage de Pau. Sendets appartenait à la baronnie de Coarraze. La commune faisait partie de l'archidiaconé de Vic-Bilh, qui dépendait de l'évêché de Lescar et dont Lembeye était le chef-lieu.
XVe siècle
Scendetz : 13 feux, au censier, à la fin du siècle.
XVIe siècle
En 1549, Scendetz compte 14 feux au censier.
XVIe au XVIIIe siècle
Sendets est alors un fief noble du Béarn. Le posséder donne droit d’entrée aux États du Béarn (parlement fondé à la mort de Gaston Fébus qui au cours des siècles avait acquis des pouvoirs étendus).
Isaac de Navailles le reçoit en héritage de son père Jean de Navailles, syndic du Béarn, et est admis aux États le 27 août 1553.Mais cette succession est annulée l’année suivante et c’est Pierre de Navailles, son fils, qui finalement en hérite. Il est reçu aux États du Béarn, le 16 septembre 1569.
À la fin du XVIIe siècle, Sendetz compte vingt-six feux et cent-neuf âmes.
En 1718, Sendets est propriété de Louis de Lorraine, duc de Pons. La seigneurie de Sendets est vendue, avec celle d’Ousse à Raymond de Perpignaà, secrétaire du roi au Parlement de Navarre. Le nouveau seigneur est reçu aux États le 5 août 1727. Il transmet sa charge à son fils M. de Perpigna qui est reçu le 17 janvier 1742. Fils et héritier du précédent, Joseph de Perpignaà conseiller au parlement de Navarre est reçu le 25 janvier 1759. C’est lui que la Révolution chasse de Sendets en 1789.
Sendets devient alors une commune.

## Politique et administration
| Période                                  | Période  | Identité             | Étiquette | Qualité |
| ---------------------------------------- | -------- | -------------------- | --------- | ------- |
| 1792                                     | 1793     | Lacaze dit Cazenave  |           |         |
| 1793                                     | 1796     | Pierre Vergès        |           |         |
| 1797                                     | 1826     | Pierre Caubet        |           |         |
| 1826                                     | 1834     | Jean Junca           |           |         |
| 1834                                     | 1840     | Bertrand Prat        |           |         |
| 1841                                     | 1846     | Jean Cazenave        |           |         |
| 1846                                     | 1848     | Jean Saint-Martin    |           |         |
| 1848                                     | 1860     | Bertrand Prat        |           |         |
| 1860                                     | 1864     | Jean Cazenave        |           |         |
| 1864                                     | 1870     | Pierre Cassou        |           |         |
| 1870                                     | 1871     | Jean Mousset         |           |         |
| 1871                                     | 1872     | Jean Lanne Pondet    |           |         |
| 1873                                     | 1876     | Jean Mousset         |           |         |
| 1876                                     | 1881     | Denis Cazenave       |           |         |
| 1881                                     | 1900     | Léon Salles          |           |         |
| 1900                                     | 1904     | Loustalan            |           |         |
| 1904                                     | 1906     | Bernard Domeq        |           |         |
| 1906                                     | 1908     | Jean Dorgan          |           |         |
| 1908                                     | 1912     | Léon Salles          |           |         |
| 1912                                     | 1929     | Romain Cazenave      |           |         |
| 1929                                     | 1939     | Jean Dorgan          |           |         |
| 1939                                     | 1945     | Jean Cazaban-Larraby |           |         |
| 1945                                     | 1965     | Marcel Lacaze        |           |         |
| 1965                                     | 1989     | Jean Nougué          |           |         |
| 1989                                     | 2001     | Henri Donnadieu      |           |         |
| 2001                                     | 2020     | Michel Plissonneau   | PS        |         |
| mai 2020                                 | En cours | Jean-Marc Pédebéarn  |           |         |
| Les données manquantes sont à compléter. |          |                      |           |         |

### Intercommunalité
Sendets fait partie de cinq structures intercommunales :
- la communauté d'agglomération de Pau Béarn Pyrénées ;
- le syndicat d'aménagement hydraulique du bassin de l'Ousse ;
- le syndicat d'énergie des Pyrénées-Atlantiques ;
- le syndicat intercommunal pour la construction et le fonctionnement du C.E.S. de Bizanos ;
- le syndicat mixte d'eau et d'assainissement de la vallée de l'Ousse.

### Jumelages
Alfajarín (Espagne) depuis 1994. Il s'agit d'un jumelage collectif unissant du côté français les communes d'Idron, Ousse et Sendets à la commune espagnole d'Alfajarín.

## Population et société

### Démographie
L'évolution du nombre d'habitants est connue à travers les recensements de la population effectués dans la commune depuis 1793. Pour les communes de moins de 10 000 habitants, une enquête de recensement portant sur toute la population est réalisée tous les cinq ans, les populations de référence des années intermédiaires étant quant à elles estimées par interpolation ou extrapolation. Pour la commune, le premier recensement exhaustif entrant dans le cadre du nouveau dispositif a été réalisé en 2008.

En 2022, la commune comptait 1 156 habitants, en évolution de +16,41 % par rapport à 2016 (Pyrénées-Atlantiques : +3,78 %, France hors Mayotte : +2,11 %).
| 1793 | 1800 | 1806 | 1821 | 1831 | 1836 | 1841 | 1846 | 1851 |
| ---- | ---- | ---- | ---- | ---- | ---- | ---- | ---- | ---- |
| 253  | 275  | 285  | 318  | 445  | 485  | 529  | 531  | 551  |

| 1856 | 1861 | 1866 | 1872 | 1876 | 1881 | 1886 | 1891 | 1896 |
| ---- | ---- | ---- | ---- | ---- | ---- | ---- | ---- | ---- |
| 563  | 567  | 560  | 525  | 550  | 526  | 533  | 531  | 580  |

| 1901 | 1906 | 1911 | 1921 | 1926 | 1931 | 1936 | 1946 | 1954 |
| ---- | ---- | ---- | ---- | ---- | ---- | ---- | ---- | ---- |
| 530  | 518  | 512  | 411  | 420  | 407  | 409  | 379  | 400  |

| 1962 | 1968 | 2006 | 2008 | 2013 | 2018  | 2022  | - | - |
| ---- | ---- | ---- | ---- | ---- | ----- | ----- | - | - |
| 359  | 407  | 815  | 837  | 916  | 1 020 | 1 156 | - | - |

### Manifestations culturelles et festivités
Sendets est animé par de nombreuses associations culturelles, sportives et un Comité des fêtes.

## Économie
La commune fait partiellement partie de la zone d'appellation de l'ossau-iraty.

## Culture locale et patrimoine

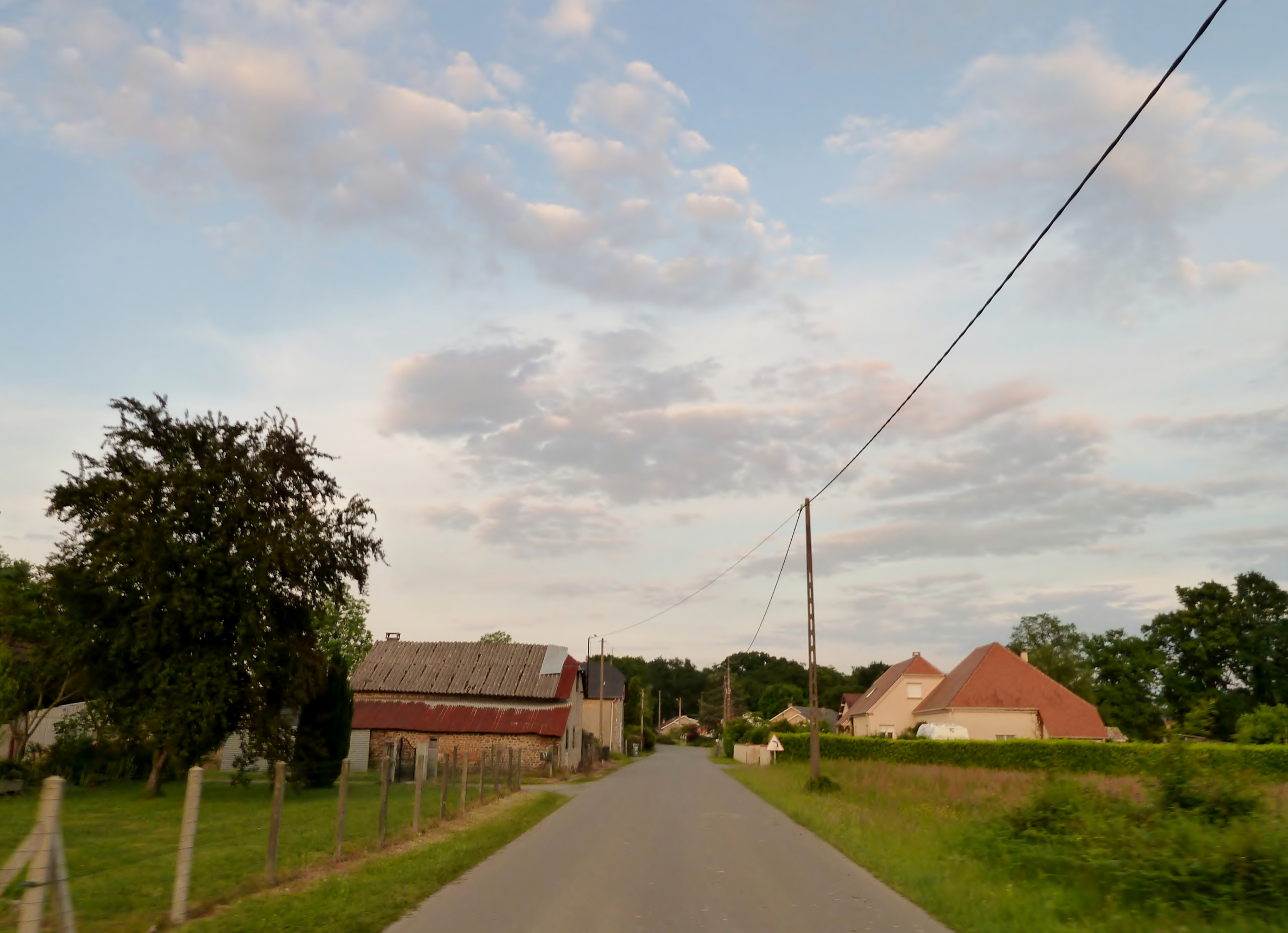
Le village.
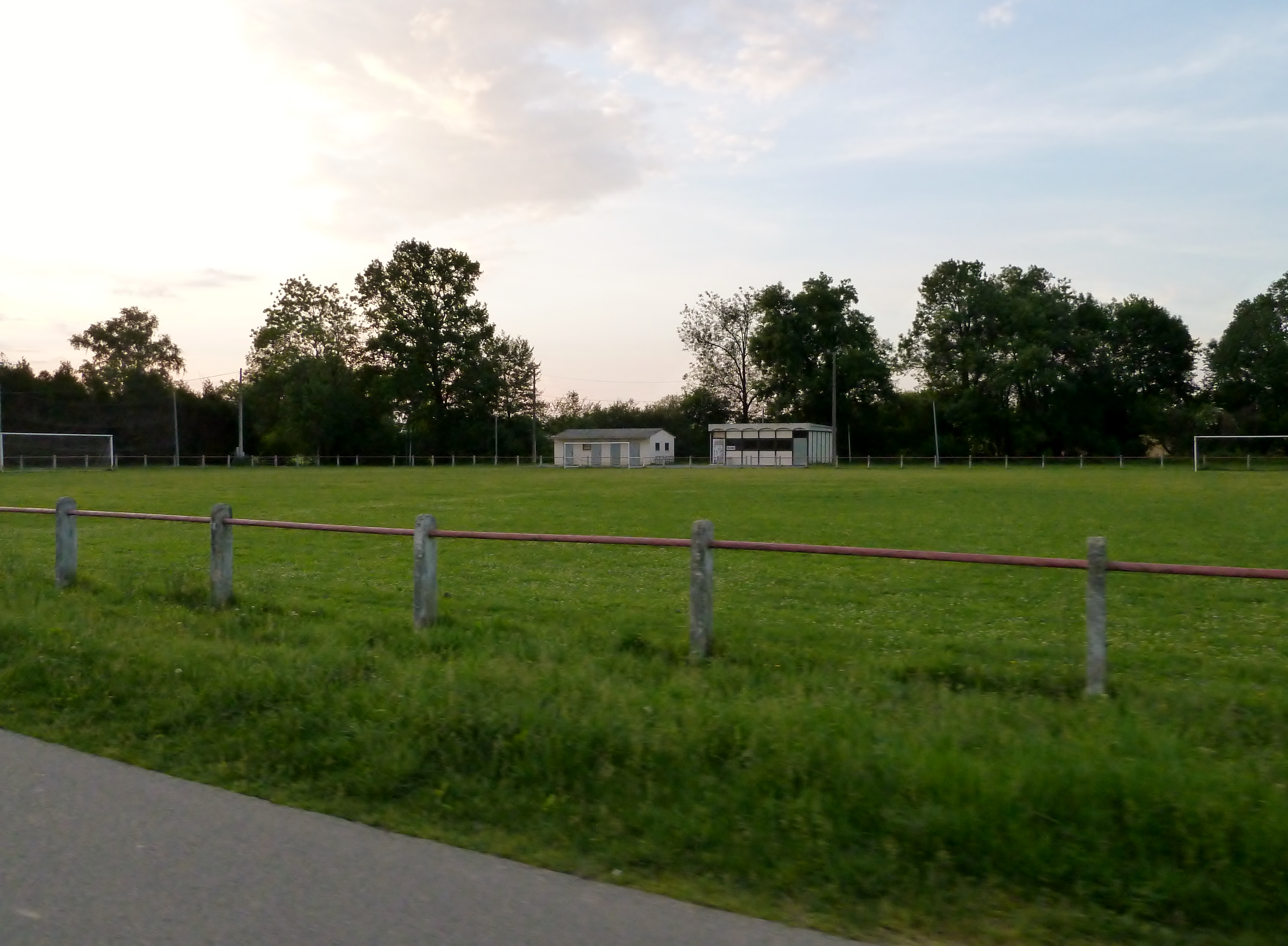
Terrain de football.
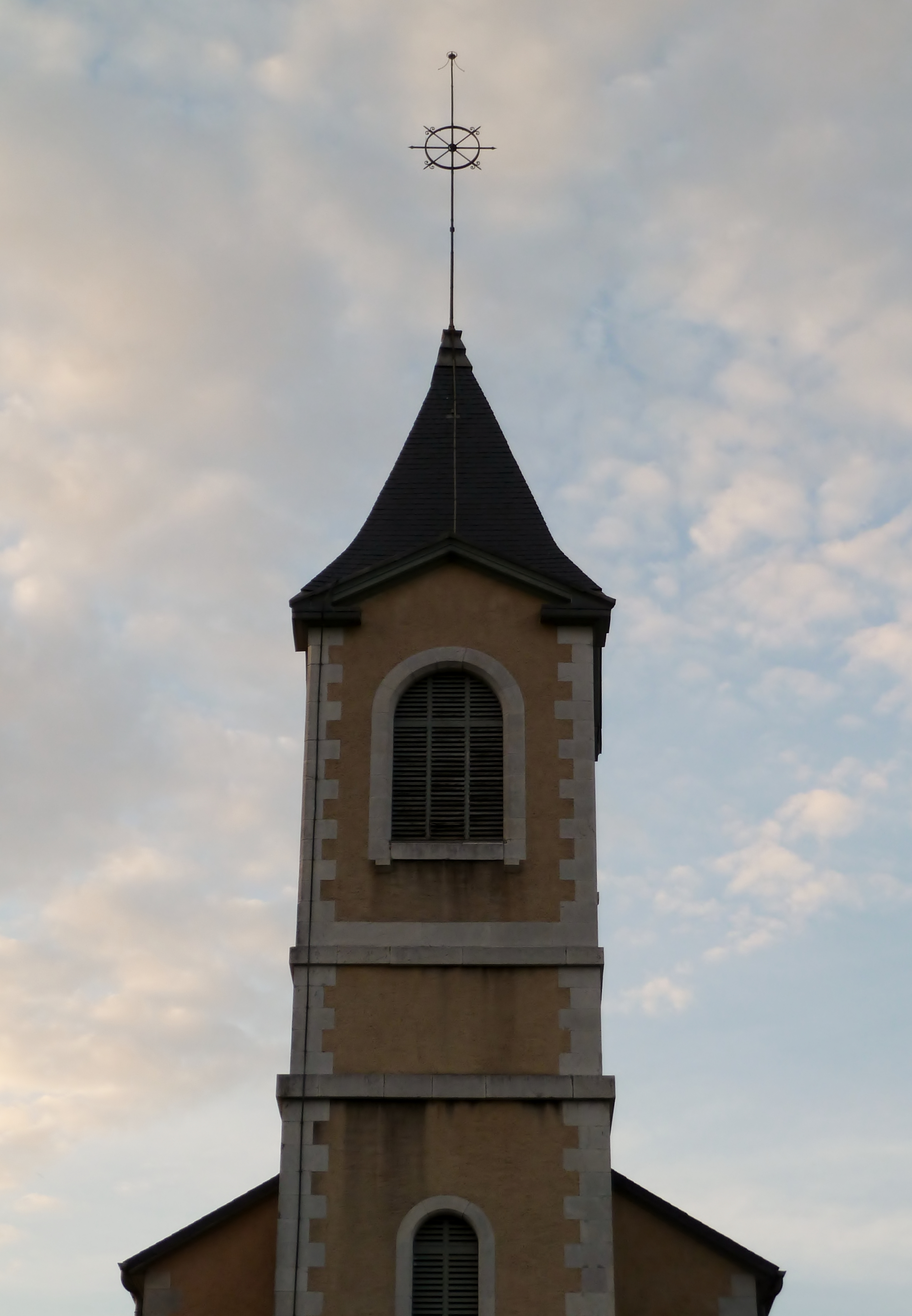
Le clocher.

### Patrimoine civil
Les vestiges d'un ensemble fortifié dit Castéra, datant du haut Moyen Âge, témoignent du passé ancien de la commune.
On trouve, au lieu-dit Borde de Nougé, une croix de chemin répertoriée par le ministère de la Culture.
Sendets présente un ensemble de maisons et de fermes anciennes des XVIIIe et XIXe siècles.

### Patrimoine religieux
L'église Notre-Dame fut détruite vers 1853 et remplacée, à cette même époque, par l'église de l'Assomption-de la-Bienheureuse-Vierge-Marie.